# Мадемуазель Клерон
Ипполита Клерон (фр. Claire-Leris de la Tude, прозванная Clairon; 25 января 1723 — 29 января 1803) — французская актриса.

## Биография

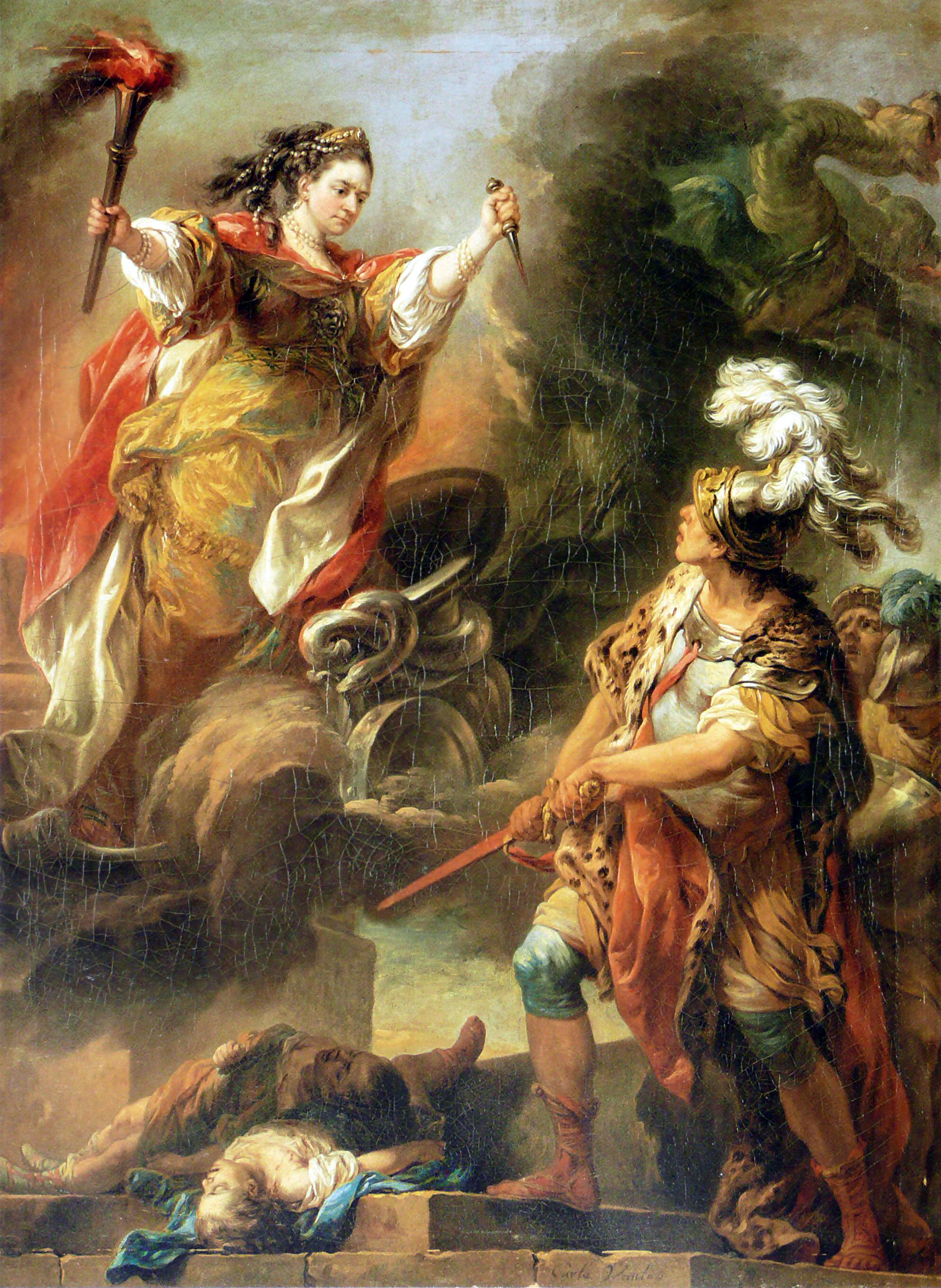
Клерон в образе Медеи
(художник Ван Лоо, 1760)

Клер-Жозеф-Ипполит Лерис родилась 25 января 1723 года во французском городке Конде-сюр-л’Эско. Согласно мемуарам, её крестил во время маскарада кюре в костюме Арлекина со служкой в костюме Жиля. Дочь сержанта и ткачихи, до занятия актёрством она была ученицей портнихи. После своего дебюта в «Комеди Франсез» стала самой яркой звездой Парижа.
Её славу составили трагические роли Федры, Электры, Медеи, Ариадны, но она играла с успехом и в комедиях («Тартюф», «Смешные жеманницы» и др.). Одарённая красивой сценической внешностью и сильным и приятным голосом, Клерон стала любимейшей артисткой своего времени. В 1765 Клерон оставила сцену. Вольтер всегда отзывался о Клерон с восторгом, Гаррик ставил её очень высоко. Мармонтель писал про её игру в пьесе Кребийона «Электра» и в одноименной драме Вольтера:
Вместо смешных фижм и пышной траурной робы, которую на ней видели в этой роли, она появилась в простой одежде рабыни, с распущенными волосами, закованная в длинные ручные цепи. Она была восхитительна, а некоторое время спустя она была ещё более прекрасна в вольтеровской „Электре“. Роль эта, которую Вольтер заставил её декламировать с беспрерывным и монотонным плачем, будучи произнесена более естественно, приобрела красоту, неведомую самому Вольтеру.
Была близкой подругой Екатерины Голицыной, которая уговаривала Клерон играть в России и даже писала императрице Елизавете с просьбой принять Клерон в русский театр. Голицына дарила подруге богатые подарки из России, кутала её в драгоценные сибирские меха. Екатерина (Смарагда) заказала живописцу Шарлю Андре Ван Лоо портрет актрисы в роли Медеи, парящей в облаках.
Мадмуазель Клерон умерла 25 января 1803 года в Париже.
Она написала «Mémoires d’Hippolyte Clairon» и «Réfléxions sur l’art dramatique». Её воспоминания во многом противоречат «Mémoires», изданным её вечной соперницей Мари Дюмениль.